# Christoph Friedrich von Beneckendorff

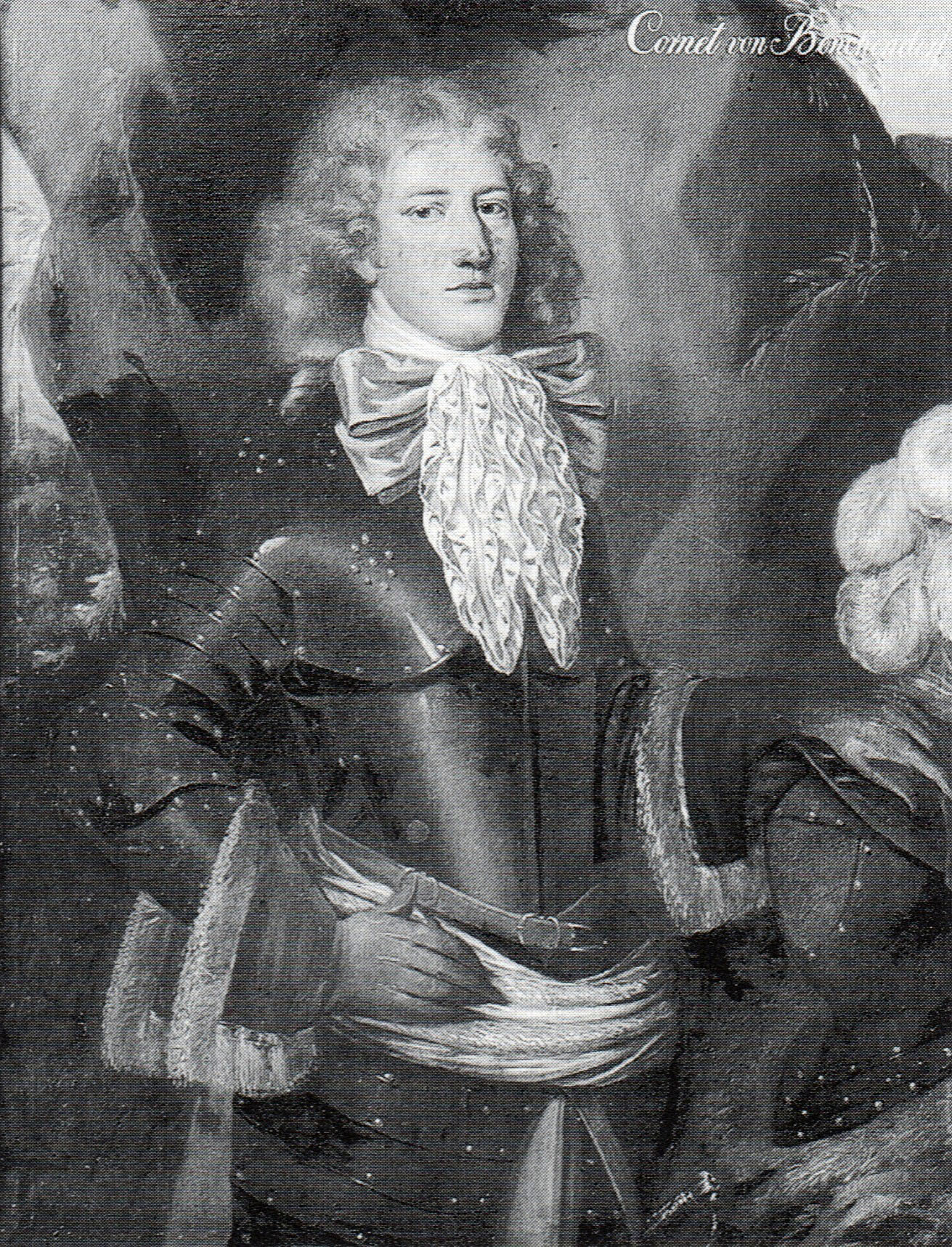
Christoph Friedrich von Beneckendorf als Kornett, Ölgemälde von 1681.

Christoph Friedrich von Beneckendorff (* 1656 in Pammin in der Neumark; † 6. Dezember 1721) war kurbrandenburger Generalmajor und der Letzte der noch von Friedrich I. ernannt wurde. Er war zuletzt Kommandant der Festung Kolberg.
Seine Eltern waren der Erbherr von Pammin Hans Kaspar von Beneckendorff und dessen Ehefrau Erdmuth Lukretia von Beneckendorff aus dem Haus Dekow. Sein Bruder war der kursächsische Generalleutnant Caspar Heinrich von Benekendorff (1654–1729).
Während des Pfälzischen Erbfolgekrieges ging er 1674 in brandenburger Dienste, 1675 nahm er an der Schlacht bei Fehrbellin teil. 1688 war er Hauptmann der Garde und am 20. April 1693 wurde er zum Major befördert. 1690 bis 1696
während des Spanischen Erbfolgekrieges nahm er am Feldzug am Rhein und in den Niederlanden teil. Dann am 29. Dezember 1696 wurde er zum Kommandanten von Kolberg ernannt. Am 26. Dezember 1698 wurde er zum Oberstleutnant der Garde und am 12. Februar 1704 Oberst. Am 4. November 1705 wurde er als Kommandant in die Festung Friedrichsburg bei Danzig versetzt. Am 20. September 1709 wurde er dann zum Generalmajor ernannt. Am 25. Dezember 1715 wurde er dann wieder als Kommandant nach Kolberg versetzt. Er starb am 6. Dezember 1721.

## Familie
Er heiratete Dorothea Maria von Blankensee (* um 1675; † 1736) aus dem Haus Schönwerder. Das Paar hatte wenigstens eine Tochter:
- Charlotte Luise (1700–1724)